# 石井家住宅
石井家住宅（いしいけじゅうたく）は、神奈川県相模原市緑区沢井にある、江戸時代の世襲名主であった石井家の住宅。1707年（宝永4年）に建てられた整型六つ間取りの神奈川県最古の古民家である。

## 歴史
残されている家系図によると、石井家は後北条氏（小田原北条氏）に津久井衆三十六騎として仕え、北条氏の滅亡によって帰農した石井源左衛門を一代目として1590年から始まり、旧津久井郡沢井村の名主を明治期まで代々務めてきた。現在まで残っている石井家住宅は、1937年（昭和12年）の屋根改修時に梁の仕口に1707年（宝永4年）の墨書が発見されたことにより、6代目当主六郎兵衛が建設したものと判明した。石井家住宅は、1971年（昭和46年）、国指定重要文化財に指定された。2007年（平成19年）11月には築300年を記念した祝賀会が石井家住宅で開かれ、普段は見られない奥座敷なども公開された。

## 建物
舌状の高台敷地に主屋などの屋敷があり、その前方（南側）に耕地と背面（北側）の山を持ち、墓があるという典型的な名主屋敷作りになっている。現在の当住宅は小屋が大幅に変更されているが、主屋は平面で桁行13間弱、梁行6間弱の規模で、左手に土間、右手床上に「ヒロマ」「チャノマ」「ナンド」「ゲンカン」「ナカノマ」「オクノマ」の6室を前後に並べた「整型六つ間取り」を持つ、神奈川県下で最も古い建築物である。「ゲンカン」「ナカノマ」「オクノマ」の3室続きの接客空間を持つ間取りは、この家の家格の高さを示すものである。当時、広間型三間口が神奈川県民家の主流の中、このような「整型六つ間取り」は珍しく、隣接する山梨県郡内地方の影響が考えられる。
畳を入れるために柱がはみ出さないように土間とヒロマの柱の断面を長方形にする等の工夫が凝らされ、当時としては画期的な新様式の民家であった。建築時は入母屋造茅葺であったが、現在は切妻造亜鉛引き鉄板葺になっている。
外周建具は板戸二枚と内側に明かり障子一枚の構成、いわゆる「三本引き」の建具構えである。実際に住んでいる主屋に三本引きの建具が継承されている実例はわずかである。三本溝を持つ敷居と鴨居は使い込まれ、すり減っている。板戸自体も相当古く、風化した框の板の部分修理なども、古い板戸を集めてそこから古材の板を補足するなどしている。身分の高い人を迎える時にしか使わない式台玄関や家一軒の価値と言われた一間半もある。

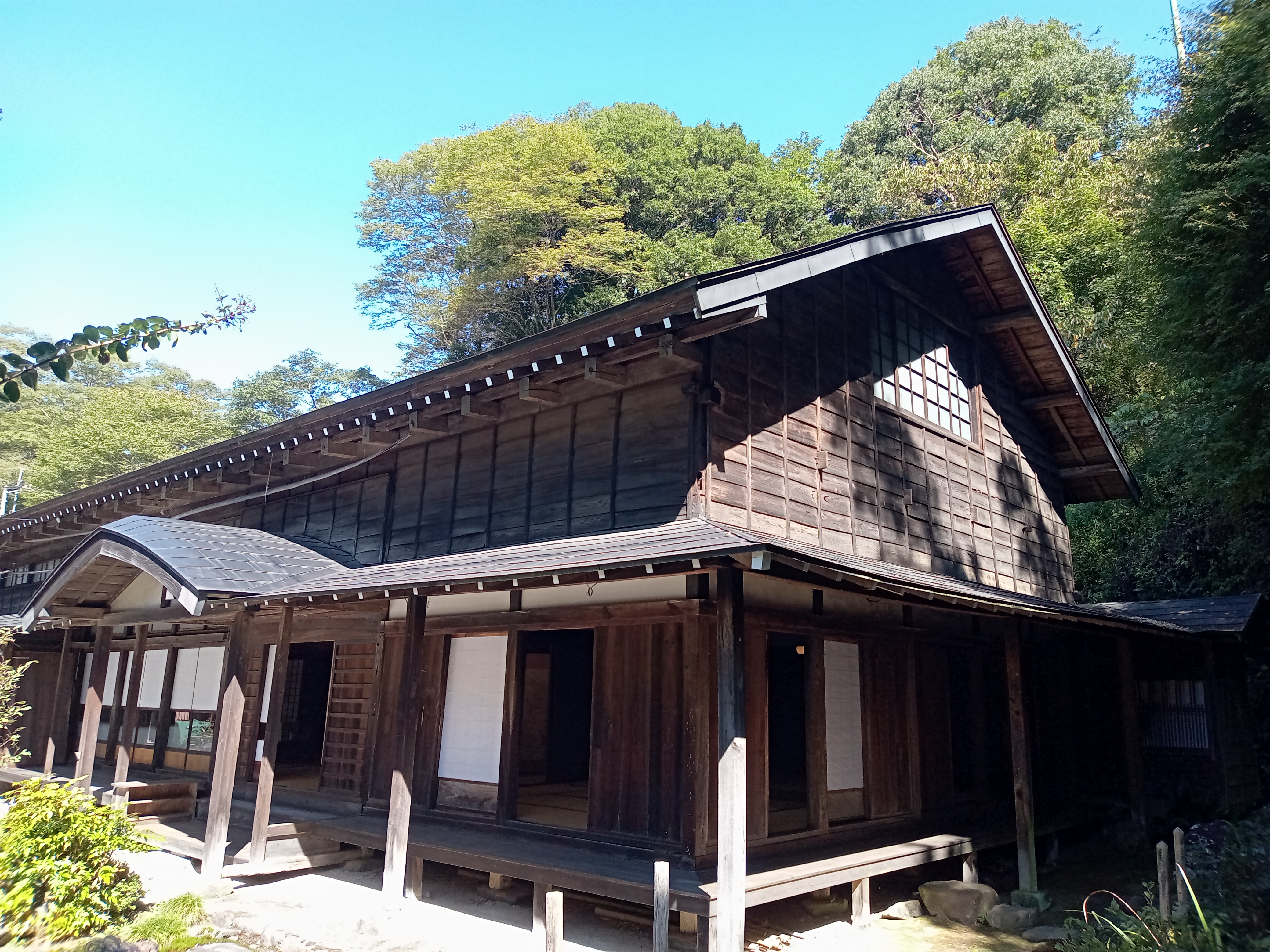
外観
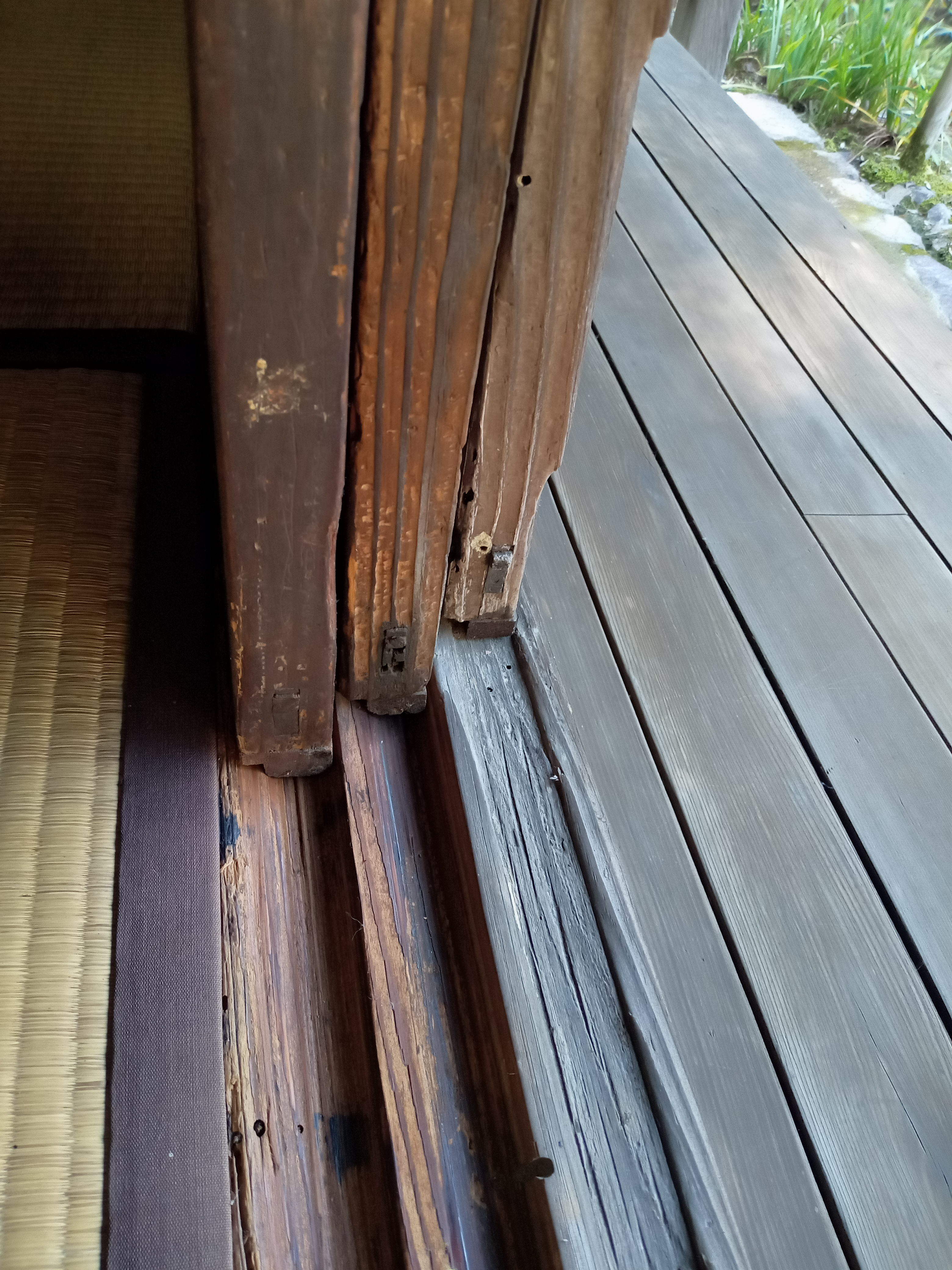
板戸の三本溝
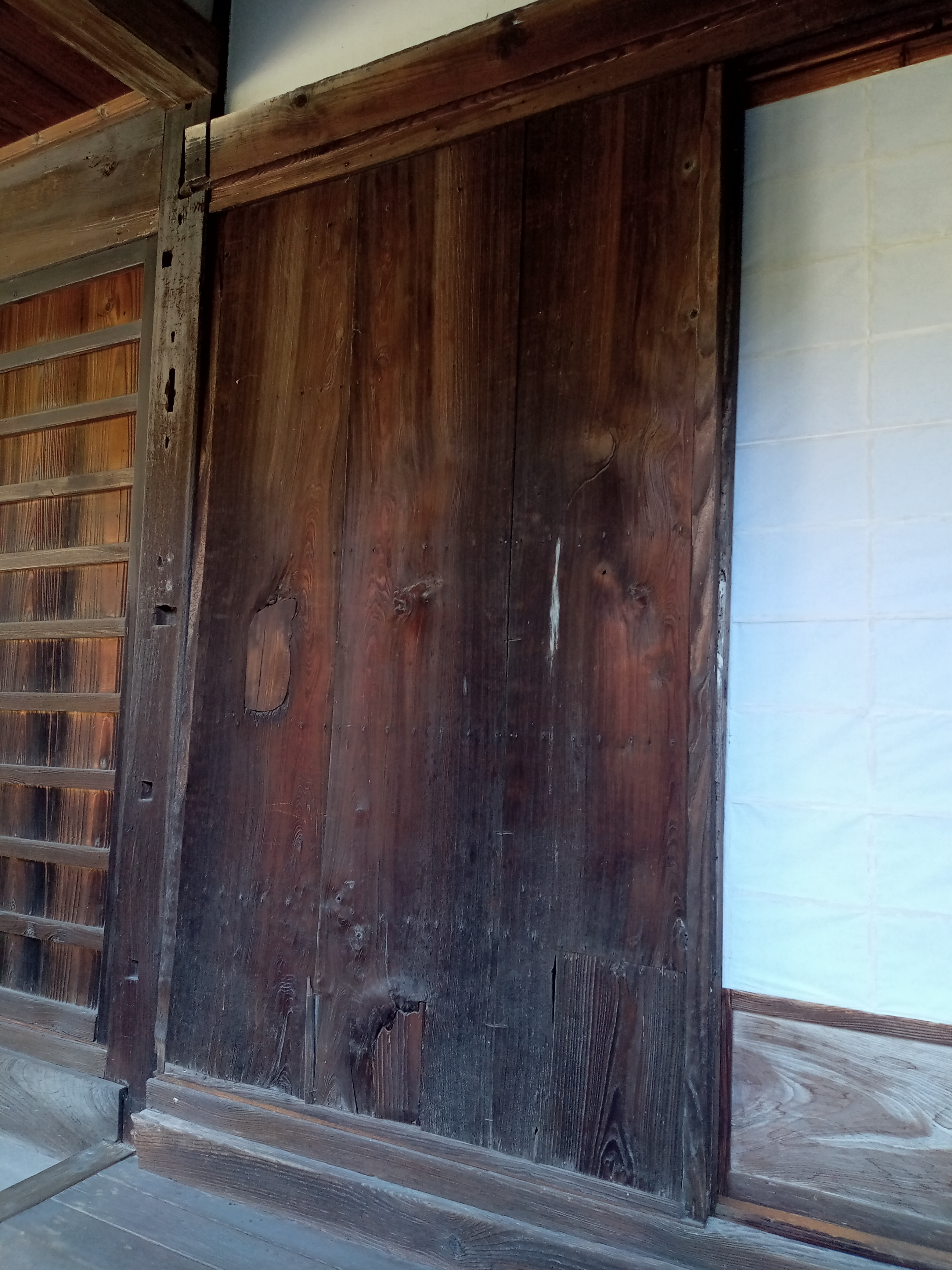
板戸（全体）
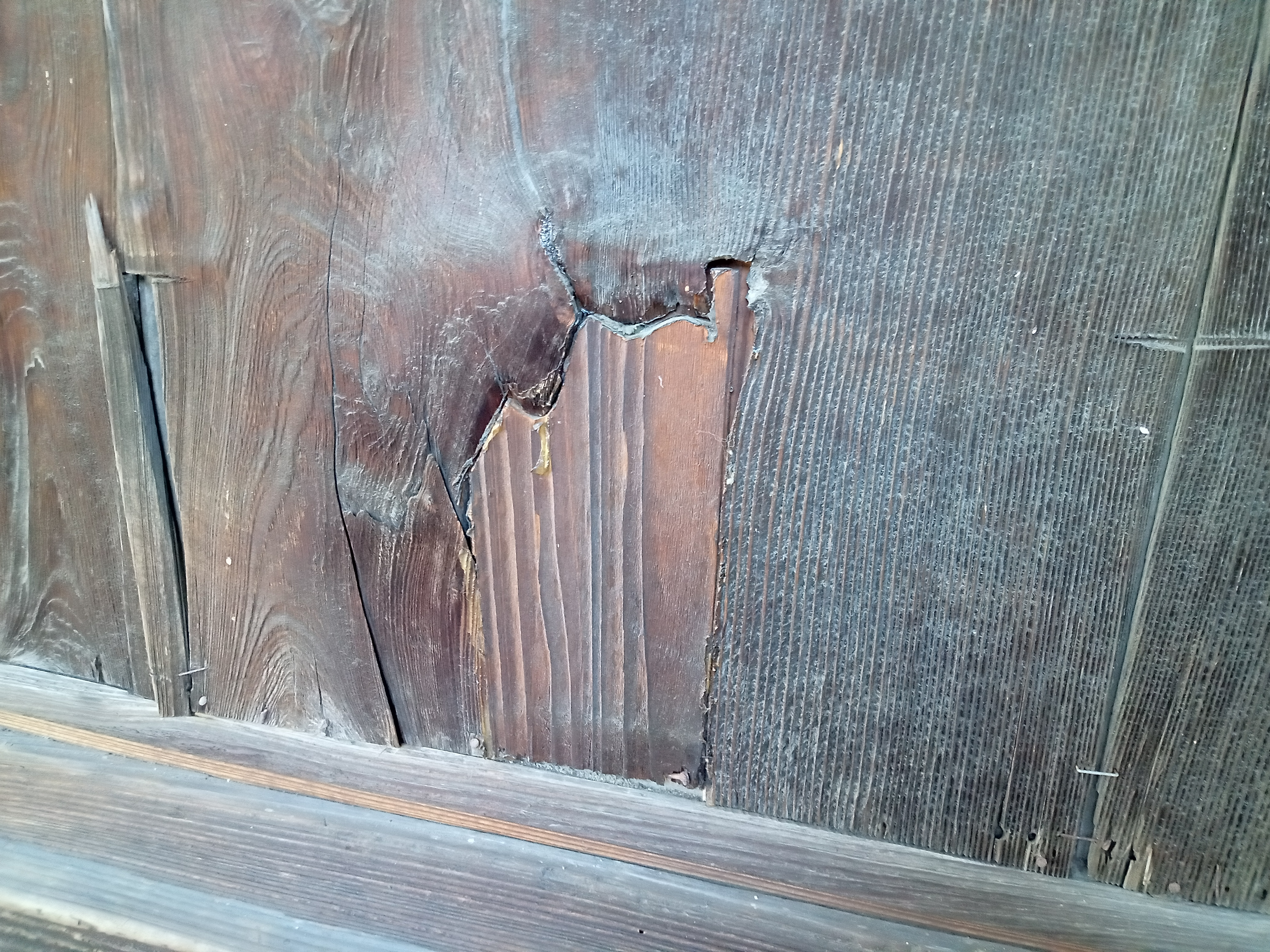
板戸

## 富士山の火山灰
江戸時代に発生した宝永大噴火の際、材木の上に降り積もった灰を土蔵にしまったという言い伝えが石井家にはあったが、土蔵を探しても見つからなかった。しかし、毎日一度は家族が目にしている奥の間の長火鉢の灰が言い伝えの灰ではないかと、横浜国立大学の日本民家園の先生に鑑定してもらったところ「宝永噴火の時のものである」と証明された。

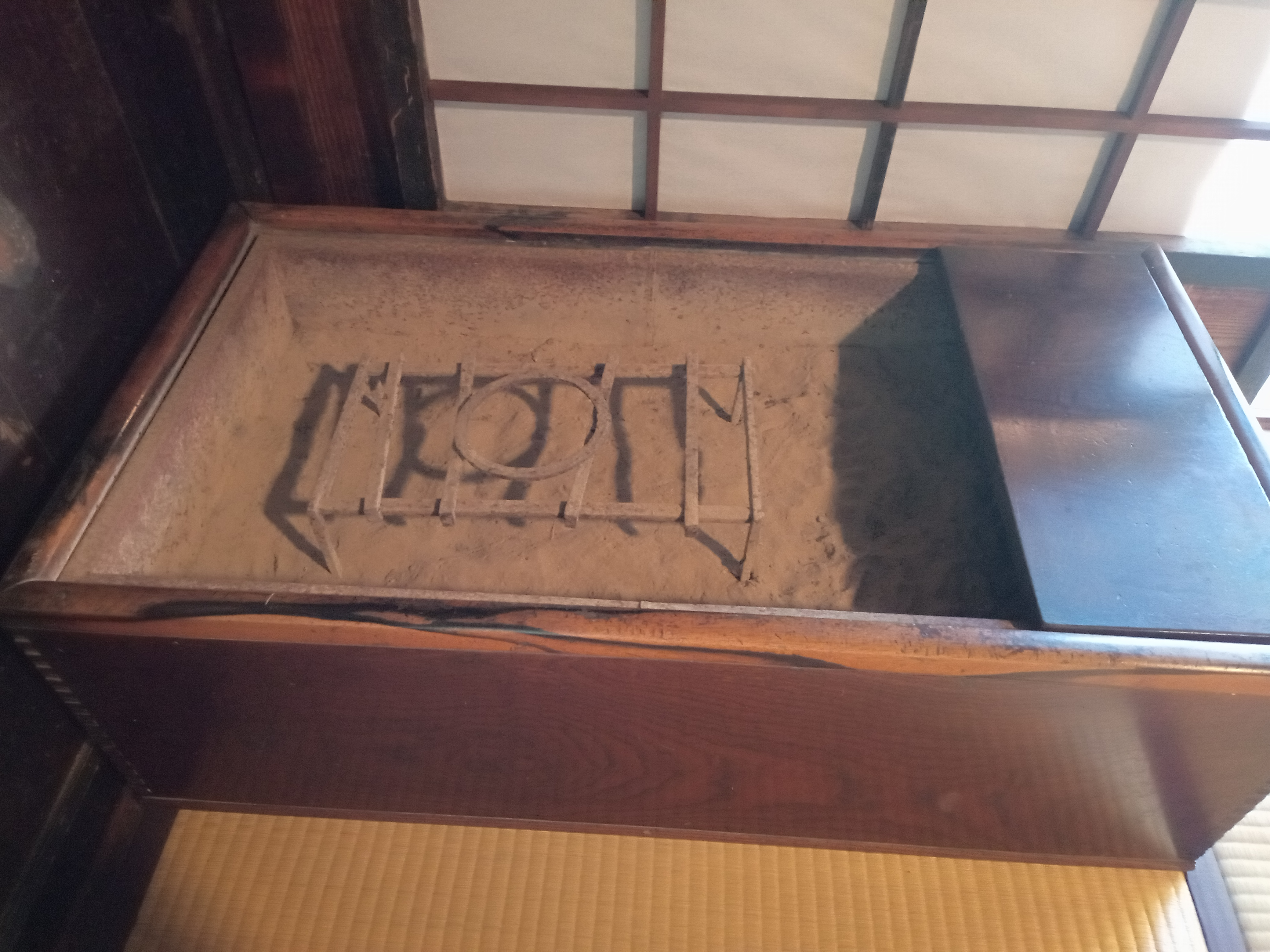
宝永大噴火の火山灰が入っていた奥の間の長火鉢

## 古文書
石井家住宅には多くの古文書が保管されており、元明治大学学長の木村礎と元相模原市立博物館館長の神崎彰利の指導のもと、明治大学の学生達が数年にわたり分類、調査した。古文書は支配・村政・年貢など12の項目に分類されている。古文書は神奈川県立公文書館に寄託され「相模国津久井県沢井村　石井元三郎家文書」および「相模国津久井県沢井村　石井達也家文書」として登録されている。

## 利用案内・アクセス

### 利用案内
見学は、事前予約が必要。

### アクセス
JR藤野駅から神奈川中央交通の系統番号「野08」和田行に乗車し、中里橋下車。